# Urjala
Urjala (in svedese Urdiala) è un comune finlandese di 4569 abitanti, situato nella regione del Pirkanmaa.